# Megaselia flavicoxa
Megaselia flavicoxa är en tvåvingeart som först beskrevs av Zetterstedt 1848.  Megaselia flavicoxa ingår i släktet Megaselia och familjen puckelflugor. Arten är reproducerande i Sverige. Inga underarter finns listade i Catalogue of Life.